# کاهش کالری
کاهش کالُری (انگلیسی: Calorie restriction) یک نوع رژیم غذایی است که با کم کردن کالری دریافتی بدون به وجود آوردن عوارضی مانند سوءتغذیه یا کاهش مواد مغذی در بدن انجام می‌شود.
محدودسازی کالری معمولاً عمداً برای کاهش وزن بدن انجام می‌شود می‌شود. این روش توسط دستورالعمل‌های پرهیز غذایی ایالات متحده و انجمن‌های علمی برای کنترل وزن بدن توصیه شده است.